# Jan Oskar Jeppesen
Jan Oskar Jeppesen (født 29. september 1972, Esbjerg) er en dansk kemiker og professor på Syddansk Universitet, der forsker i syntetisk organisk kemi og molekylær elektronik.

## Uddannelse og karriere
Jeppesen blev student fra Esbjerg Gymnasium  i 1991. Han læste herefter kemi på Syddansk Universitet, hvor han blev bachelor i 1996. Han læste herefter en kombineret master og ph.d. samme sted, hvor han først blev master i 1999 og herefter ph.d. i kemi i 2001. Undervejs i denne uddannelsen havde han ophold på Hiroshima University (1999) og University of California, Los Angeles (1999-2000) under professor Fraser Stoddart.
Han var gæsteforsker p[ University of California i 2002, og blev herefter forskningsassistent på Syddansk Universitet.
Han blev ansat som lektor i 2005, og i 2008 blev han udnævnt som professor i kemi.
Han var medlem af Forskningsrådet for Teknologi og Produktion 2013-2018.
Privat er han gift og har tre børn.

## Hæder
Priser
- 2003: Familien Hede Nielsens forskerpris[2]
- 2008: Villum Kann Rasmussens Årslegat, Villum Fonden[2]
- 2009: Aksel Tovborg Jensens Legat
- 2010: Torkil Holm Prisen[3]
- 2014: Ellen og Niels Bjerrums Kemikerpris[4][5][6]
- 2018: Dannebrogordenen[7]

Medlemskaber af videnskabsakademier
- 2007: American Chemical Society